# Archeoacustica
L'archeoacustica è una branca dell'archeologia che studia l'acustica in relazione a siti e oggetti archeologici e osserva la relazione tra le persone e il suono nel corso della storia. Poiché molte culture hanno componenti sonore, l’applicazione di metodi acustici allo studio di siti archeologici e manufatti può rivelare nuove informazioni sulle civiltà esaminate.

## Origine del termine
Il termine archeoacustica fu utilizzato nel 2003 durante il primo convegno scientifico sull'argomento presso l'Università di Cambridge.

## Metodologia disciplinare
Per i siti archeologici o storici ancora esistenti ai giorni nostri, è possibile utilizzare metodi di misurazione provenienti dal campo dell'acustica architettonica per caratterizzare il comportamento del campo acustico del sito. Quando i siti sono stati alterati rispetto al loro stato originale, è possibile utilizzare un approccio con metodologia mista in cui le misurazioni acustiche sono combinate con ricostruzioni e simulazioni virtuali.

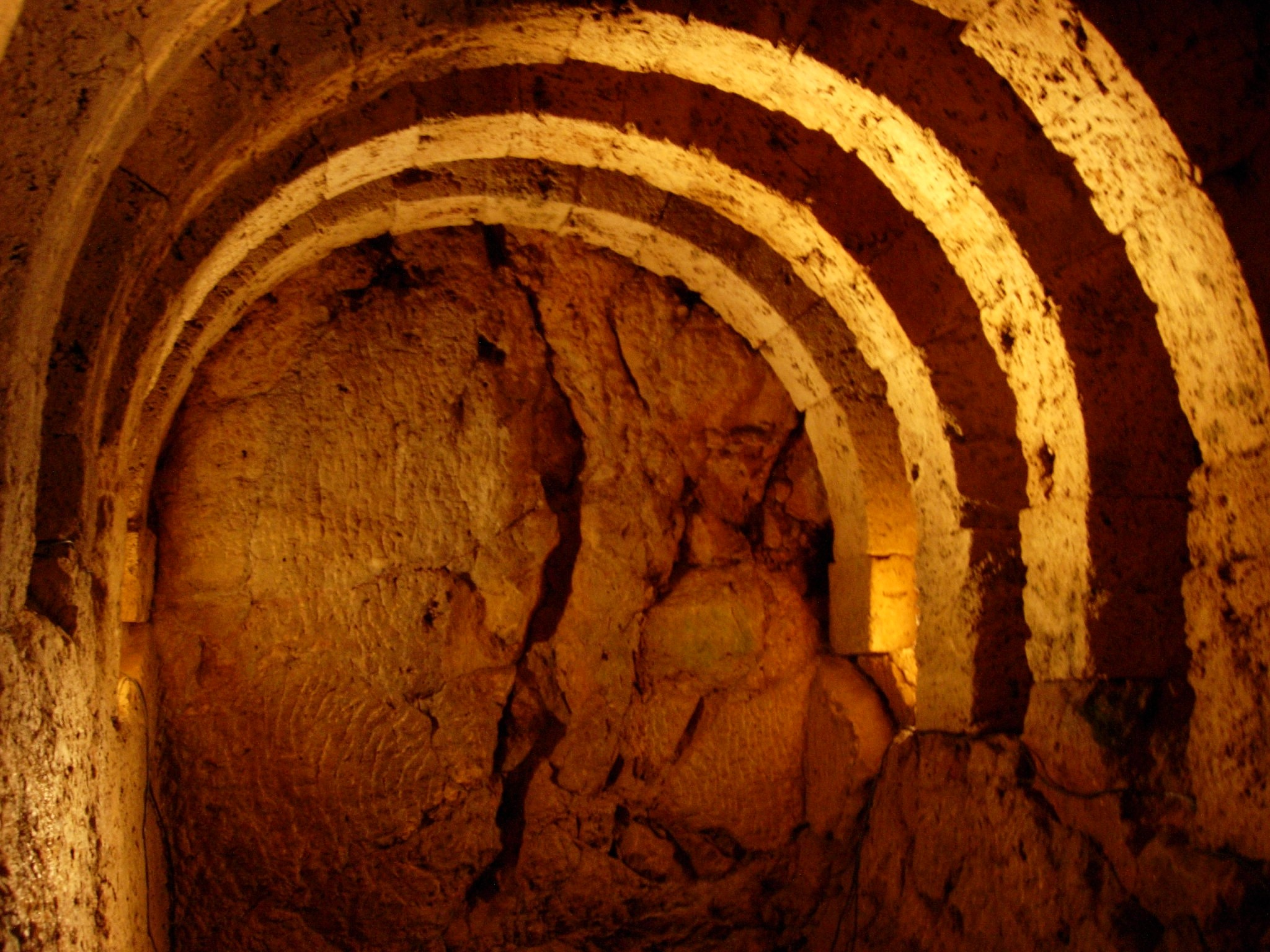
tunnel sotterraneo del Necromanteion dell'Acheronte

## Applicazioni
Iegor Reznikoff e Michel Dauvois hanno studiato le grotte preistoriche dipinte della Francia e hanno trovato collegamenti tra il posizionamento delle opere d'arte e gli effetti acustici. Un progetto AHRC guidato da Rupert Till dell'Università di Huddersfield, Chris Scarre dell'Università di Durham e Bruno Fazenda dell'Università di Salford, studia relazioni simili nelle grotte preistoriche dipinte nel nord della Spagna. Rupert Till ha intrapreso un lavoro sull'acustica di numerosi siti archeologici, compreso il sito megalitico di Stonehenge, mentre Aaron Watson ha indagato su numerose tombe a camera e altri cerchi di pietre.
Panagiotis Karampatzakis e Vasilios Zafranas hanno studiato le proprietà acustiche del Necromanteion dell'Acheronte, del vaso risonante di Aristosseno e e l'evoluzione dell'acustica dell'odeon greco e romano.